# Windows Live Academic Search
Windows Live Academic Search – dodatek do platformy Windows Live Search, pozwalający przeszukiwać ciągle bazę podręczników akademickich. Baza zawiera 6 milionów pozycji (stan kwiecień 2006) i jest ograniczona do działów elektrotechnika, informatyka oraz fizyka.